# Charles Cameron (magicien)
Pour les articles homonymes, voir Charles Cameron et Cameron.
Charles Wesley Cameron (alias Count Dracula, alias Daemon) est un illusionniste écossais qui fut l'un des fondateurs du mouvement magie bizarre. Il fut surnommé le « Parrain de la magie bizarre »

## Biographie

### Vie privée
Charles Wesley Cameron est né le 31 octobre 1927, jour d'Halloween, à Édimbourg. Très jeune, il commença à s'intéressa à la magie et mena ses propres expériences.
Il alla au Royal High School d'Édimbourg, puis, pendant la Seconde Guerre mondiale il servit dans la Royal Air Force au Moyen-Orient.
Il devint expert-comptable. Il essaya ensuite de faire des études de psychologie, mais les abandonna (il refusait de pratiquer les dissections que comportaient les études de médecines).
Il épousa une jeune fille de Haddington (East Lothian), Nan Sndilands. Ils s'installèrent à Haddington et eurent deux filles : Fiona et Leslay. Nan mourut d'un cancer en 1993 et Charles revint à Édimbourg en 1997.
Charles Cameron est décédé le 7 janvier 2001.

### Illusionnisme
En 1947, il fut l'un des membres fondateurs du Edinburgh Magic Circle. Il présentait ses numéros dans des clubs, des cabarets... Il fit des lectures de tarot, des émissions de télé, donna de nombreuses interviews, et fut participa à "Radio Forth"...
Il se fit connaitre lorsqu'il devint Conservateur du Musée de Cire d’Édimbourg en 1976, où il créa, produit et dirigea de nombreuses "Nuits de la Peur". Quelques années avant la fermeture du musée, il créa son "Théâtre du Château de Dracula" et présenter, sous l'habit du "Comte Dracula", son spectacle aux nombreux visiteurs. Malheureusement le Musée de Cire ferma en 1989 et tous les mannequins de cire furent détruits.
Il pratiquait le mentalisme, la magie de scène, le close-up, l'hypnotisme et la magie de cabaret.
Il fut aussi membre d'une troupe de théâtre amateur, the Lothian Players, et participa à de nombreuses pantomimes ou revues musicales.
En octobre 1984, il fut convié comme "invité d'honneur" à la convention "Invocational" à Chicago. Il présenta également ses spectacles au Magic Castle.
Il fut un "enquêteur psychique" (psychic investigator), qui s'intéressa tout au long de sa vie au bizarre, au surnaturel, à l'occulte et au mystérieux. Il enquêta sur les fantômes, les maisons hantées, les esprits frappeurs... Il collectionna en particulier les objets et les livres insolites et fut un passionné d'occulte, d'égyptologie, d'archéologue, d'antiquités, d'art martiaux, de maquillage, de livres rares, de photographie et d'échec.

### Sociétés magiques
Cameron participa à de nombreuses sociétés magiques :
- The Edinburgh Magic Circle : président (3 élections : 1973-1975 et 1996-1997)[3]
- The Magik Club : Patron
- Scottish Association of Magical Societies : Conférencier
- The Esoteric Order of Pan
- The Immortals
- International Brotherhood of Sorcerers

### Distinctions
- Arch Mage Ipsissimus of the Esoteric Order of Pan (The Invocation)
- 1969 : Grand Sorcier d’Honneur, Festival Mondial de la Magie
- Eternal Member of the Immortals and Ipsissimus Mage holding the 3rd Degree Pentagram.
- Doctor of Arcane Letters, Miskatonic University
- 1998 : Order of the Bat, The Magik Club. Cameron est prié de devenir le Patron du club.

## Animations

### Radio
- Radio Forth :
  - Cameron y avait son propre programme Friday Frighteners et chaque semaine, il écrivait et racontait des histoires fantastiques.
  - Cameron y avait son propre programme Deyond the unknown (4 séries, ca. 25 émissions par série)
  - Il y faisait également des prédictions astrologiques quotidiennes.
- BBC : plusieurs émissions sur le surnaturel
- Il passa aussi sur des radios américaines[1].

### Télévision
Il est passé à la télévision écossaise à de nombreuses reprises, mais également sur certaines chaines françaises, allemandes, italiennes et américaines.

### Films
Il participa aux films :
- 1981 : Les Chariots de feu de Hugh Hudson
- 1998 : Lucia
- 1989 : Conquest of The South Pole de Gillies MacKinnon
- 1998 : Looking After Jo Jo (en) de John Mackenzie

## Publications
Ouvrages, revues et vidéos sont tous en anglais.

### Livres

#### Publiés
- 1967 : Witches' Brew, auto-édition, 36 p.
- 1969 : Handbook of Horror, Supreme Magic Co., 43 p.
- 1972 : Mind Your Magic
- 1975 : Curiosities of old Edinburgh, Albyn Press, 134 p.
- 1976 : Devil's Diary, auto-édition, 52 p.
- 1981 : Macabre and Mental Mysteries, Supreme Magic Co., 63 p.
- 1984 : Scottish Witches, Jarrold Publishing, 72 p.
- 1993 : Scottish Witches, Édition revue et enrichie, Jarrold Publishing, 144 p.
- 1997 : Castle Dracula Mentalism, Martin Breese, 87 p.

#### En attente de publication[1]
- Beyond The Unknown
- The Land Of Make Believe (livre d'histoires pour enfants)

#### Inachevés[1]
- Pardon My Weird Friends (autobiographie).
- Don't Blink-It's Magic
- Castle Dracula

### Revues

#### Éditeur
- 1967-1968 : The Cauldron (Édimbourg) 10 numéros. Les 7 premiers furent polycopiés. En 1884, Cameron édite un Index (limité à 30 exemplaires numérotés et signés).

#### Collaborateur
Cameron contribua régulièrement aux revues : Invocation, The New Invocation, Magigram, Abracadabra, Magick, Swami, Gen, Pentagram, Singapore Sorcerer ...